# دفع بعدم الدستورية
الدفع بعدم الدستورية هو إجراء قانوني مخول بموجب الدستور يسمح لأحد الأطراف امكانية الدفع بالتمسك بعدم دستورية قانون تشريعي اعتبر أنه يمس بالحقوق والحريات التي يضمنها له الدستور أو في أحيان أخرى كل ما من شأنه أن يعد خرقا للأحكام التي أتى بها، وهو إجراء رقابي لاحق يسلط على القوانين أو السلط التشريعية وحتى الأحكام القضائية فيمنعها من أن تخرق ما منحه الدستور من حقوق وحريات.